# Нинтендо ентертејнмент систем
Нинтендо ентертејнмент систем (скраћено NES или Нинтендо) је осмобитна играчка конзола коју је у промет пустио Нинтендо у Северној Америци, Бразилу, Европи и Аустралији 1985. године. У већем делу Азије, укључујући и Јапан (где се NES први пут појавио 1983. године), затим на Филипинима, Тајвану, у Вијетнаму и Сингапуру, NES се продавао под именом Фамили компјутер (јап. ファミリーコンピュータ Famirī Konpyūta), скраћено Фамиком (јап. ファミコン Famikon) или краће FC. У Јужној Кореји лиценца је поверена Хјундаи електрониксу, који је продавао NES као Комбој (컴보이).
Најпродавнија играчка конзола свог времена у Азији и Северној Америци (Нинтендо је тврдио да је продао више од 60 милиона конзола широм света) помогла је опоравку америчке играчке индустрије након њене пропасти 1983. године. NES је поставио стандарде за следеће конзоле у свему, од дизајна игара (Super Mario Bros. је популарисала жанр платформи и увела елементе који ће бити копирани у многим сличним играма) до изгледа управљача (допадљивост D-pad управљача који је користио NES, а за који је добио награду Еми за технологију и инжењерство, искористиће све наредне запаженије конзоле).